# Kaskadowa metoda skraplania
Kaskadowa metoda skraplania – metoda skraplania, wykorzystująca coraz niższe temperatury skraplania kolejnych gazów. Metodę tę stosuje się pod zmniejszonym ciśnieniem, kolejne skroplone i wrzące gazy obniżają temperaturę dla kolejnych skropleń w niższych temperaturach.
Metodę tę opracowali Karol Olszewski i Zygmunt Wróblewski, którzy 5 kwietnia 1883 jako pierwsi w historii skroplili tlen, a kilka dni później (13 kwietnia) azot. W tym celu musieli oziębić gazy poniżej temperatury −164 °C.
Obecnie używa się tej techniki w skraplaniu gazu ziemnego do LNG.